# Luc Besson
Luc Paul Maurice Besson (* 18. března 1959 Paříž) je francouzský filmař, scenárista, režisér, střihač a producent.
Bývá považován za „neo-barokistu“; mezi jeho nejznámější snímky patří například Magická hlubina, Brutální Nikita nebo Pátý element, které zaznamenaly celosvětový úspěch. Jeho filmy byly několikrát nominovány na Césara. K novinářům a různým rozhovorům má dosti záporný vztah. Dodnes si uchoval slabost k mořským hlubinám.

## Život
Je synem instruktora vodního lyžování a učitelky plavání. Od mládí jej to táhlo k moři a stal by se nejspíše oceánografem. V sedmnácti letech mu však ošklivá dopravní nehoda znemožnila další potápění. V osmnácti letech se začal profesionálně zabývat filmem; vyzkoušel si různé filmařské práce a profese, např. nosiče techniky, fotografa, asistenta režie u Dona Adamse a Clauda Faralda. Roku 1983, po několikaletých zkušenostech pomocného režiséra, natočil svůj první film Poslední souboj. Koncem listopadu 2023 představil na pražském Festivalu francouzského filmu psychologický thriller DogMan, jenž zde měl předpremiéru.
V roce 1986 se oženil s Annou Parillaudovou, známou díky hlavní roli v snímku Brutální Nikita, s níž má dceru Juliette. Léta 1992 si vzal modelku Maïwenn Le Besco, které bylo tehdy pouhých šestnáct let a v roce 1993 mu porodila dceru Shanu. V letech 1997–1999 byl ženatý s bývalou modelkou a herečkou Millou Jovovičovou. Roku 2004 pojal za choť filmovou producentku Virginii Sillu, s níž má tři děti.
Má celkem čtyři dcery: Juliette, Shana, Talia, Satine, a jednoho syna.

## Filmografie

### Režie
- Poslední souboj 1983
- Podzemka 1985
- Magická hlubina 1988
- Brutální Nikita 1990
- Atlantis 1991
- Leon 1994
- Pátý element 1997
- Johanka z Arku 1999
- Angel-A 2005
- Arthur a Minimojové 2006
- Arthur a Maltazardova pomsta 2009
- Arthur a souboj dvou světů 2010
- Lucy 2014
- Valerian a město tisíce planet 2017
- Anna 2019
- DogMan[1] 2023

### Autor námětu
- Magická hlubina 1988
- Brutální Nikita (Zabiják) 1993
- Pátý element 1997
- Kurýr 2 2005
- Sexy Pistols 2006
- Arthur a Minimojové 2006
- Kurýr 3 2008

### Scénář
- Poslední souboj 1983
- Podzemka 1985
- Kamikaze 1986
- Magická hlubina 1988
- Brutální Nikita 1990
- Atlantis 1991
- Leon 1994
- Pátý element 1997
- Taxi 1998
- Johanka z Arku 1999
- Taxi, taxi 2000
- Polibek draka 2001
- Wasabi 2001
- Yamakasi 2001
- Kurýr 2002
- Taxi 3 2003
- Fanfán Tulipán 2003
- Na plný plyn 2003
- Purpurové řeky 2: Andělé Apokalypsy 2003
- 13 okrsek 2004
- Angel-A 2005
- Kurýr 2 2005
- Utržený ze řetězu 2005
- Arthur a Minimojové 2006
- Sexy Pistols 2006
- 96 hodin 2007
- Taxi 4 2007
- Kurýr 3 2008
- Arthur a Maltazardova pomsta 2009
- Arthur a souboj dvou světů 2010
- DogMan[1] 2023

### Kameraman
- Magická hlubina (podmořské záběry) 1988
- Atlantis 1991

### Střihač
- Atlantis 1991

### Produkční
- Podzemka 1985
- Kamikaze 1986
- Chladný měsíc 1991
- Leon 1994
- Taxi 1998
- Taxi, taxi 2000
- Wasabi 2001
- Polibek draka 2001
- Tři muži v Bretani 2001
- Kurýr 2002
- Fanfán tulipán 2003
- Taxi 3 2003
- 13 okrsek 2004
- Angel-A 2005
- Kurýr 2 2005
- Utržený ze řetězu 2005
- Arthur a Minimojové 2006
- Sexy Pistols 2006
- Taxi 4 2007
- Arthur a Maltazardova pomsta 2009
- Arthur a souboj dvou světů 2010

### Koproducent
- Blanche – královna zbojníků 2002
- Já, César 2003
- Noc s nabroušenou břitvou 2003
- Purpurové řeky 2: Andělé Apokalypsy 2003
- Revolver 2005
- Hranice smrti 2007

### Výkonný producent
- Říkejte mi Kubrick 2005
- Láska a jiné pohromy 2006
- Nikomu to neříkej 2006
- Píseň pro Tebe 2006
- Blonďáček 2007
- Převtělená 2007
- I Love You Phillip Morris 2009

### Producent
- Yamakasi 2001
- Tři pohřby (DVD) 2005
- Home 2009
- 96 hodin 2007
- Převtělená 2007
- Kurýr 3 2008